# Rio Jaminauá (vattendrag i Brasilien, lat -9,35, long -71,02)
Rio Jaminauá är ett vattendrag i Brasilien. Det ligger i den västra delen av landet, 2 600 km väster om huvudstaden Brasília.
I omgivningarna runt Rio Jaminauá växer i huvudsak städsegrön lövskog. Trakten runt Rio Jaminauá är nära nog obefolkad, med mindre än två invånare per kvadratkilometer.